# رامي (مسلسل)
رامي هو مسلسل ويب تلفزيوني كوميدي درامي أمريكي تم عرضه لأول مرة في 19 أبريل 2019 على هولو. في مايو 2019، جددت هولو المسلسل لموسم ثاني.

## ملخص القصة
يتمحور رامي حول «مسلم أمريكي من الجيل الأول يقوم برحلة روحية في حي نيوجيرسي المنقسّم سياسياً. يستكشف تحديات الوقوع بين مجتمع مصري يعتقد أن الحياة عبارة عن اختبار أخلاقي، وجيل الألفية الذي يعتقد أن الحياة ليس لها عواقب.»

## الشخصيات
- رامي يوسف في دور رامي حسن، البطل الرئيسي للمسلسل. مسلم أمريكي من جيل الألفية يتصارع للتوفيق بين إيمانه وأسلوب حياته وأصدقائه وعائلته.
- محمد عامر في دور مو
- ديف مرهج في دور أحمد
- ستيفن واي في دور ستيفي، صديق رامي وزميله في العمل منذ فترة طويلة. تعرفا على بعضهما البعض بعد هجمات 11 سبتمبر، عندما تم عزل رامي بسبب عقيدته المسلمة.[5]
- هيام عباس بدور ميساء حسن
- مي القلماوي بدور دينا حسن، أخت رامي. رغم أنها طالبة دراسات عليا، إلا أن دينا تشعر بالإحباط لأن أفعالها وسلوكها لا يزالان مقيدين من قبل والديها المفرطين في الحمائية. هذا يجعلها تنتقد المعايير المزدوجة التي يتم الحكم بها عليها هي ورامي.
- عمرو واكد بدور فاروق حسن
- ليث نقلي في دور العم نسيم، عم رامي ودينا. يمتلك شركة مجوهرات، حيث يوظف رامي بعد طرده من شركة ناشئة. لديه آراء جنسانية ومعادية للسامية، على الرغم من عمله مع تجار المجوهرات اليهود. نسيم حمائي جداً عندما يتعلق الأمر بعائلته، وخاصةً أخته ميساء.
- بورنا جاغاناثان في دور سلمى
- روزالين البيه في دور أماني، ابنة عم رامي التي التقى بها في رحلة استكشافية روحية إلى القاهرة.[6]
- شادي ألفونس في دور شادي، ابن عمه المتأمرك الذي يقوم بالتجول مع رامي حول القاهرة.
- كيت ميلر بدور فيفيان

## الاستقبال
على روتن توميتوز، حقق المسلسل نسبة قبول بلغت 96٪ بناءً على 26 تقييمًا، بمعدل متوسط 8.43 / 10. يقول الإجماع النقدي للموقع: «بنظرة ثاقبة ومرحة على حياة عائلة أمريكية مسلمة، يعبر رامي تمامًا عن الطبيعة المحفوفة بالمخاطر والفروق الدقيقة في الهوية ويعلن أن رامي يوسف هو موهبة يجب مشاهدتها». في ميتاكريتيك، للمسلسل متوسط تقييم قدره 87 من أصل 100، استنادًا إلى 15 من النقاد، مما يشير إلى تلقيه «إشادة كبيرة».

## وصلات خارجية
- رامي على موقع IMDb (الإنجليزية)
- رامي على موقع كينوبويسك (الروسية)
- رامي على موقع ألو سيني (الفرنسية)
- رامي على موقع قاعدة بيانات الفيلم (الإنجليزية)
- رامي  في قاعدة بيانات الأفلام على الإنترنت (بالإنجليزية)